# Angelellite
La angelellite è un minerale.